# 三义墓
三义墓位于中国陕西省渭南市韩城市西南芝川镇堡安村东南荒废的古寨内，是春秋时晋国大夫赵武、和名士程婴、公孙杵臼三人之墓，已列为陕西省文物保护单位。

## 历史
三墓均为砖砌圆形墓，墓前均有碑楼，墓碑上分别刻有“晋卿赵文子墓”、“晋公孙义士杵臼墓”、“晋程义士婴墓”，由清兵部侍郎、陕西巡抚毕沅题写。 

## 保护
2008年9月16日，三义墓由陕西省人民政府公布为第五批陕西省文物保护单位，编号5-2-9。